# Championnat du Japon de football 2006
Navigation
J1 League 2005 J1 League 2007
Le Championnat du Japon de football 2006 est la 41e édition de la première division japonaise et la 14e édition de la J.League. Le championnat a débuté le 4 mars 2006 et s'est achevé le 2 décembre 2006. 

## Les clubs participants
Les 15 premiers de la J League 2005, les deux premiers de la J2 League 2005 et le vainqueur du barrage promotion-relégation participent à la compétition.
| Club                      | Dernière montée | Ville     | Classement 2005 | Entraîneur         | Depuis | Stade                            | Capacité | Nombre de saisons |
| ------------------------- | --------------- | --------- | --------------- | ------------------ | ------ | -------------------------------- | -------- | ----------------- |
| Gamba Osaka               | -               | Suita     | 1er             | Akira Nishino      | 2002   | Stade commémoratif de l'Expo '70 | 21 000   | 14                |
| Urawa Red Diamonds        | 2001            | Saitama   | 2e              | Guido Buchwald     | 2004   | Stade Saitama 2002               | 63 700   | 13                |
| Kashima Antlers           | -               | Kashima   | 3e              | Paulo Autuori      | 2006   | Stade de Kashima                 | 40 728   | 14                |
| JEF United Ichihara Chiba | -               | Ichihara  | 4e              | Amar Osim          | 2006   | Fukuda Denshi Arena              | 18 500   | 14                |
| Cerezo Osaka              | 2003            | Osaka     | 5e              | Yuji Tsukada       | 2006   | Stade Nagai                      | 50 000   | 13                |
| Júbilo Iwata              | 1994            | Iwata     | 6e              | Adílson Batista    | 2006   | Stade Yamaha                     | 16 893   | 13                |
| Sanfrecce Hiroshima       | 2004            | Hiroshima | 7e              | Mihailo Petrović   | 2006   | Grande Arche d'Hiroshima         | 50 000   | 13                |
| Kawasaki Frontale         | 2005            | Kawasaki  | 8e              | Takashi Sekizuka   | 2004   | Stade d'athlétisme de Todoroki   | 27 495   | 3                 |
| Yokohama F. Marinos       | -               | Yokohama  | 9e              | Hiroshi Hayano     | 2007   | Stade Nissan                     | 72 327   | 14                |
| FC Tokyo                  | 2000            | Tokyo     | 10e             | Takashi Mizunuma   | 2006   | Stade Ajinomoto                  | 50 000   | 7                 |
| Oita Trinita              | 2003            | Ōita      | 11e             | Péricles Chamusca  | 2005   | Stade d'Oita                     | 40 000   | 4                 |
| Albirex Niigata           | 2004            | Niigata   | 12e             | Jun Suzuki         | 2006   | Stade Denka                      | 42 300   | 3                 |
| Omiya Ardija              | 2005            | Saitama   | 13e             | Toshiya Miura      | 2004   | Stade du parc Omiya              | 15 500   | 2                 |
| Nagoya Grampus Eight      | -               | Nagoya    | 14e             | Sef Vergoossen     | 2006   | Stade Toyota                     | 45 000   | 14                |
| Shimizu S-Pulse           | -               | Shizuoka  | 15e             | Kenta Hasegawa     | 2005   | Stade du parc Nihondaira         | 20 299   | 14                |
| Kyoto Purple Sanga        | 2006            | Kyoto     | 1er             | Koichi Hashiratani | 2004   | Nishikyogoku Athletic Stadium    | 20 588   | 8                 |
| Avispa Fukuoka            | 2006            | Fukuoka   | 2e              | Ryoichi Kawakatsu  | 2006   | Level5 Stadium                   | 22 563   | 7                 |
| Ventforet Kōfu            | 2006            | Kōfu      | 3e              | Takeshi Oki        | 2005   | Kose Sports Park Stadium         | 17 000   | 1                 |

- Tenant du titre et qualifié pour la Ligue des champions de l'AFC 2006
- Promu de la J League 2 2005

### Localisation des clubs
| \| Clubs du Grand Tokyo · Kawasaki Frontale (Kanagawa) · Kashima Antlers (Ibaraki) · Urawa Red Diamonds (Saitama) · Yokohama F. Marinos (Kanagawa) · Omiya Ardija (Saitama) · FC Tokyo (Tokyo) · JEF United Ichihara Chiba (Chiba) · Ventforet Kōfu (Yamanashi) Grand Tokyo Albirex Niigata Nagoya Grampus Eight Shimizu S-Pulse Júbilo Iwata Gamba Osaka Oita Trinita Sanfrecce Hiroshima Avispa Fukuoka Cerezo Osaka Kyoto Purple Sanga \| Localisation des clubs engagés dans le championnat. |
| Clubs du Grand Tokyo · Kawasaki Frontale (Kanagawa) · Kashima Antlers (Ibaraki) · Urawa Red Diamonds (Saitama) · Yokohama F. Marinos (Kanagawa) · Omiya Ardija (Saitama) · FC Tokyo (Tokyo) · JEF United Ichihara Chiba (Chiba) · Ventforet Kōfu (Yamanashi) Grand Tokyo Albirex Niigata Nagoya Grampus Eight Shimizu S-Pulse Júbilo Iwata Gamba Osaka Oita Trinita Sanfrecce Hiroshima Avispa Fukuoka Cerezo Osaka Kyoto Purple Sanga                                                           |

| Clubs du Grand Tokyo · Kawasaki Frontale (Kanagawa) · Kashima Antlers (Ibaraki) · Urawa Red Diamonds (Saitama) · Yokohama F. Marinos (Kanagawa) · Omiya Ardija (Saitama) · FC Tokyo (Tokyo) · JEF United Ichihara Chiba (Chiba) · Ventforet Kōfu (Yamanashi) Grand Tokyo Albirex Niigata Nagoya Grampus Eight Shimizu S-Pulse Júbilo Iwata Gamba Osaka Oita Trinita Sanfrecce Hiroshima Avispa Fukuoka Cerezo Osaka Kyoto Purple Sanga |

## Compétition

### Classement
Source : CLASSEMENT J.LEAGUE DIVISION 1 2006 sur transfermarkt.fr
| Rang | Équipe                      | Pts | J  | G  | N  | P  | Bp | Bc | Diff |
| ---- | --------------------------- | --- | -- | -- | -- | -- | -- | -- | ---- |
| 1    | Urawa Red Diamonds S C      | 72  | 34 | 22 | 6  | 6  | 67 | 28 | +39  |
| 2    | Kawasaki Frontale           | 67  | 34 | 20 | 7  | 7  | 84 | 55 | +29  |
| 3    | Gamba Osaka T               | 66  | 34 | 20 | 6  | 8  | 80 | 48 | +32  |
| 4    | Shimizu S-Pulse             | 60  | 34 | 18 | 6  | 10 | 60 | 41 | +19  |
| 5    | Júbilo Iwata                | 58  | 34 | 17 | 7  | 10 | 68 | 51 | +17  |
| 6    | Kashima Antlers             | 58  | 34 | 18 | 4  | 12 | 62 | 53 | +9   |
| 7    | Nagoya Grampus Eight        | 48  | 34 | 13 | 9  | 12 | 51 | 49 | +2   |
| 8    | Oita Trinita                | 47  | 34 | 13 | 8  | 13 | 47 | 45 | +2   |
| 9    | Yokohama F. Marinos         | 45  | 34 | 13 | 6  | 15 | 49 | 43 | +6   |
| 10   | Sanfrecce Hiroshima         | 45  | 34 | 13 | 6  | 15 | 50 | 56 | -6   |
| 11   | JEF United Ichihara Chiba L | 44  | 34 | 13 | 5  | 16 | 57 | 58 | -1   |
| 12   | Omiya Ardija                | 44  | 34 | 13 | 5  | 16 | 43 | 55 | -12  |
| 13   | FC Tokyo                    | 43  | 34 | 13 | 4  | 17 | 56 | 65 | -9   |
| 14   | Albirex Niigata             | 42  | 34 | 12 | 6  | 16 | 46 | 65 | -19  |
| 15   | Ventforet Kōfu P            | 42  | 34 | 12 | 6  | 16 | 42 | 64 | -22  |
| 16   | Avispa Fukuoka P            | 34  | 34 | 5  | 12 | 17 | 32 | 56 | -24  |
| 17   | Cerezo Osaka                | 27  | 34 | 6  | 9  | 19 | 44 | 70 | -26  |
| 18   | Kyoto Purple Sanga P        | 22  | 34 | 4  | 10 | 20 | 38 | 74 | -36  |

|  | Qualification pour la Ligue des champions de l'AFC 2007 |
|  | Barrages de relégation |
|  | Reléguer en J League 2 2007 |
|  | T : Tenant du titre C : Vainqueur de la Coupe de l'Empereur 2006 L : Vainqueur de la Coupe de la Ligue 2006 S : Vainqueur de la Supercoupe du Japon 2006 P : Promu de D2 |

## Barrage promotion-relégation
Le match oppose le 16e de la première division contre le 3e de la deuxième division un match aller-retour.
| 6 décembre 2006 | Vissel Kobe | 0 - 0   | Avispa Fukuoka | Stade du parc Misaki, Kobe                      |                                                 |
|                 |             | (0 - 0) |                | Spectateurs : 12 009 Arbitrage : Joji Kashihara | Spectateurs : 12 009 Arbitrage : Joji Kashihara |
|                 | Rapport     |         |                | Spectateurs : 12 009 Arbitrage : Joji Kashihara | Spectateurs : 12 009 Arbitrage : Joji Kashihara |

| 9 décembre 2006 | Avispa Fukuoka | 1 - 1   | Vissel Kobe | Level-5 Stadium, Fukuoka                          |                                                   |
|                 |                | (0 - 0) |             | Spectateurs : 13 102 Arbitrage : Yuichi Nishimura | Spectateurs : 13 102 Arbitrage : Yuichi Nishimura |
|                 | Rapport        |         |             | Spectateurs : 13 102 Arbitrage : Yuichi Nishimura | Spectateurs : 13 102 Arbitrage : Yuichi Nishimura |

## Statistiques

### Meilleurs buteurs
|                    | Buteur         | Club                | Buts | Pen. | MJ | BM%  | Min.  |
| ------------------ | -------------- | ------------------- | ---- | ---- | -- | ---- | ----- |
| Médaille d'or      | Washington     | Urawa Red Diamonds  | 26   | 4    | 26 | 1,00 | 2 277 |
| Médaille d'argent  | Magno Alves    | Gamba Osaka         | 26   | 0    | 31 | 0,84 | 2 719 |
| Médaille de bronze | Juninho        | Kawasaki Frontale   | 20   | 1    | 29 | 0,69 | 2 486 |
| 4                  | Lucas Severino | FC Tokyo            | 18   | 4    | 31 | 0,58 | 2 612 |
| 5                  | Hisato Satō    | Sanfrecce Hiroshima | 18   | 0    | 33 | 0,55 | 2 862 |
| 6                  | Kazuki Ganaha  | Kawasaki Frontale   | 18   | 0    | 32 | 0,56 | 2 338 |
| 7                  | Ryuji Bando    | Gamba Osaka         | 16   | 0    | 30 | 0,53 | 1 541 |
| 8                  | Cho Jae-jin    | Shimizu S-Pulse     | 16   | 0    | 32 | 0,50 | 2 762 |
| 9                  | Uéslei         | Sanfrecce Hiroshima | 16   | 0    | 27 | 0,59 | 2 334 |
| 10                 | Ryōichi Maeda  | Júbilo Iwata        | 15   | 1    | 27 | 0,56 | 2 213 |

| Source : CLASSEMENT DES BUTEURS J1 LEAGUE 2005 Légende Pen. : Nombre de pénaltys MJ : Nombre de matchs joués BM% : Ratio de buts par match Min. : Temps de jeu total en minutes |

## Parcours continental des clubs
Le parcours des clubs japonais en Ligue des champions de l'AFC est important puisqu'il détermine le coefficient AFC japonais, et donc le nombre de clubs japonais présents dans la compétition les années suivantes.
| Club        | Compétition         | Résultat        | Ultime(s) adversaire(s) | Ultime(s) adversaire(s) | Ultime(s) adversaire(s) |
| ----------- | ------------------- | --------------- | ----------------------- | ----------------------- | ----------------------- |
| Gamba Osaka | Ligue des champions | Phase de Groupe | Jeonbuk Hyundai Motors  | Dalian Shide            | Đà Nẵng Club            |

## Résultats complets
- JOURNÉE J.LEAGUE DIVISION 1 2006